# 果糖吸收不良
果糖吸收不良，以前稱為膳食果糖不耐受( DFI )，是一種消化系統疾病，其中果糖的吸收因小腸腸細胞中果糖載體受損而不足。這導致整個腸道中果糖的濃度增加。1956 年首次發現並報告了對果糖的不耐受。
被確定患有腸易激綜合徵症狀的患者的發生率不高於正常人群的發生率。然而，由於症狀相似，果糖吸收不良患者通常符合腸易激綜合徵患者的特徵。在某些情況下，果糖吸收不良可能是由幾種導致腸道損傷的疾病引起的，例如乳糜瀉。
不要將果糖吸收不良與遺傳性果糖不耐受相混淆，這是一種潛在的致命疾病，其中分解果糖的肝酶缺乏。

## 症狀和體徵
果糖吸收不良可能引起胃腸道症狀，如腹痛、腹脹或腹瀉。

## 病理生理學
果糖在沒有消化酶的幫助下被小腸吸收。然而，即使是一個健康的人，每次坐著也只能吸收約 25-50 克果糖。果糖吸收不良的人每次坐著吸收不到 25 克。同時攝入果糖和山梨糖醇似乎會增加果糖的吸收不良。未被充分吸收的果糖被腸道細菌發酵，產生氫氣、二氧化碳、甲烷和短鏈脂肪酸。這種氫的異常增加可以用氫氣呼氣試驗。
果糖吸收不良的生理後果包括滲透負荷增加、細菌快速發酵、胃腸動力改變、黏膜生物膜形成和細菌分佈改變。這些效果與山梨糖醇等其他吸收不良的短鏈碳水化合物相加。這些事件的臨床意義取決於腸道對這些變化的反應。果糖吸收不良的一些影響是減少血液中的色氨酸、 葉酸和鋅。
限制飲食中游離果糖和/或果聚醣的攝入可以緩解大部分功能性腸道疾病患者的症狀。

## 診斷
使用時，診斷測試類似於用於診斷乳糖不耐症的測試。它被稱為氫呼氣試驗，是目前用於臨床診斷的方法。然而，一些作者認為該測試不是合適的診斷方法，因為陰性結果並不排除對果糖限制的陽性反應，這意味著缺乏敏感性。

## 治療

### 身體活動（避免長時間坐著）
坐下會導致腹部受壓，從而減慢消化速度。這可能導致腹脹、胃灼熱和便秘等問題。因此，它可能會增加或導致果糖吸收不良。一項研究表明，長時間坐著之間的身體活動是不夠的：“專注於獲得推薦的運動劑量並不足以完全保護身體免受其他 23+ 小時/天的身體不活動的影響”。 “減少整體久坐時間可能會減少代謝紊亂” 

### 膳食補充劑
木糖異構酶的作用是將果糖轉化為葡萄糖。木糖異構酶的膳食補充劑可能會改善果糖吸收不良的某些症狀，儘管目前只有一項科學研究可用。

### 飲食
沒有已知的治愈方法，但適當的飲食和木糖異構酶可以提供幫助。與果糖同時攝入葡萄糖可改善果糖吸收，並可能預防症狀的發展。例如，人們可能會耐受葡萄柚或香蕉等水果，它們含有相似量的果糖和葡萄糖，但不能耐受蘋果，因為它們含有高水平的果糖和較低水平的葡萄糖。但一項針對果糖吸收不良患者的隨機對照試驗（由 Cochrane 研究所進行）發現，“在食物和溶液中添加葡萄糖以增強果糖吸收並不能有效預防果糖引起的功能性胃腸道症狀”。
果糖吸收不良的人應該避免的食物包括：
- 應避免每 100 克含有超過 0.5 克果糖和超過 0.2 克果聚醣的食品和飲料。每份果糖含量 > 3 克的食物被稱為“高果糖負荷”，可能存在誘發症狀的風險。然而，“高果糖負荷”的概念尚未根據其對飲食成功的重要性進行評估。
- 果糖與葡萄糖比例高的食物。葡萄糖可增強果糖的吸收，因此果糖與葡萄糖比 <1 的食物（如白土豆）中的果糖很容易被吸收，而果糖與葡萄糖比 >1 的食物（如蘋果和梨）通常是有問題的，無論食物中果糖的總量。
- 富含果聚醣和其他可發酵寡糖、雙糖和單醣和多元醇 ( FODMAP ) 的食物，包括朝鮮薊、蘆筍、韭菜、洋蔥和含小麥的產品，包括麵包、蛋糕、餅乾、早餐麥片、餡餅、意大利面、比薩餅和 小麥麵條.

果聚醣在果糖吸收不良中的作用仍在研究中。但是，建議果糖吸收不良者的果聚醣攝入量應保持在 0.5 克/份以下，並應避免使用菊粉和低聚果糖(FOS)補充劑，這兩種果聚醣。
- 含有人造甜味劑的食物，如山梨糖醇（存在於某些減肥飲料和食品中，天然存在於某些核果中）、木糖醇（存在於某些漿果中）和其他多元醇（糖醇，如赤蘚糖醇、甘露醇和其他以 -tol 結尾的成分，通常在商業食品中添加）。
- 含有高果糖玉米糖漿的食物。

與含有過量果糖的食物一起攝入的葡萄糖含量高的食物可能有助於患者吸收多餘的果糖。

### 飲食管理指南
澳大利亞蒙納許大學的研究人員制定了管理果糖吸收不良的飲食指南，尤其是針對 IBS 患者。

#### 不利的食物（即果糖多於葡萄糖）
- 水果——蘋果、梨、蜜瓜、納西梨、木瓜、木瓜、木瓜、楊桃、西瓜；
- 乾果——蘋果、醋栗、棗、無花果、梨、葡萄乾、蘇丹娜；
- 加強酒
- 含有添加糖的食物，例如龍舌蘭花蜜、一些玉米糖漿和濃縮果汁。

#### 有益食物（即果糖等於或小於葡萄糖）
論文中引用了以下有利食物清單：“果糖吸收不良和腸易激綜合徵症狀有效飲食管理指南”。澳大利亞食品標準所列食品的果糖和葡萄糖含量似乎表明大多數所列食品的果糖含量較高。
- 核果：杏、油桃、桃、李子（注意——這些水果含有山梨糖醇）；
- 漿果類：黑莓、波森莓、蔓越莓、覆盆子、草莓、羅甘莓；
- 柑橘類水果：金橘、葡萄柚、檸檬、酸橙、柑橘、橙子、橘柚；
- 其他水果：熟香蕉、菠蘿蜜、百香果、菠蘿、大黃、羅望子。

## 食品標籤
包括美國在內的大多數或所有國家的加工食品生產商目前沒有法律要求對含有“超過葡萄糖的果糖”的食品進行標記。這可能會給果糖吸收不良者帶來一些意外和陷阱。
標有“無麩質”的食物（如麵包）通常適合果糖吸收不良者，但患者需要注意含有乾果或高果糖玉米糖漿或糖形式果糖的無麩質食物。然而，果糖吸收不良者不需要像患有乳糜瀉的人那樣避免麩質。
許多果糖吸收不良者可以吃黑麥和玉米粉製成的麵包。然而，這些可能含有小麥，除非標記為“無小麥”（或“無麩質”）（注意：黑麥麵包不是無麩質的。）雖然通常被認為是小麥的可接受替代品，但斯佩爾特麵粉不適合果糖吸收不良的患者，就像它不適合那些患有小麥過敏或乳糜瀉的人一樣。然而，一些果糖吸收不良者對小麥產品中的果聚醣沒有問題，但他們可能對含有過量游離果糖的食物有問題。
市場上有許多麵包自稱不含高果糖玉米糖漿。然而，代替高果糖玉米糖漿，人們可能會發現生產具有高菊粉含量的特殊麵包，其中菊粉是烘焙過程中以下物質的替代品：高果糖玉米糖漿、麵粉和脂肪。由於替代菊粉的熱量減少、脂肪含量降低、纖維顯著增加和益生元傾向，這些麵包被認為是傳統製備發酵劑的更健康替代品麵包。儘管可能存在被吹捧的健康益處，但果糖吸收不良的患者可能會發現這些新麵包和傳統製備的麵包在緩解症狀方面沒有區別，因為菊粉是一種果聚醣，而且，果糖攝入量應顯著減少。吸收不良以緩解症狀。

## 研究
果糖和果聚醣是已知會導致易感個體胃腸不適的FODMAP （可發酵的寡糖、二糖和單醣和多元醇）。FODMAP 不是這些疾病的原因，但 FODMAP 限制（低 FODMAP 飲食）可能有助於改善患有大腸激躁症(IBS) 和其他功能性胃腸道疾病(FGID)的成人的短期消化症狀。然而，其長期隨訪可能會產生負面影響，因為它會對腸道微生物群和代謝組產生不利影響。

## 另見
- 遺傳性果糖不耐受
- 食物不耐症
- 胃腸病學
- 隱形殘疾